# Splettrhex

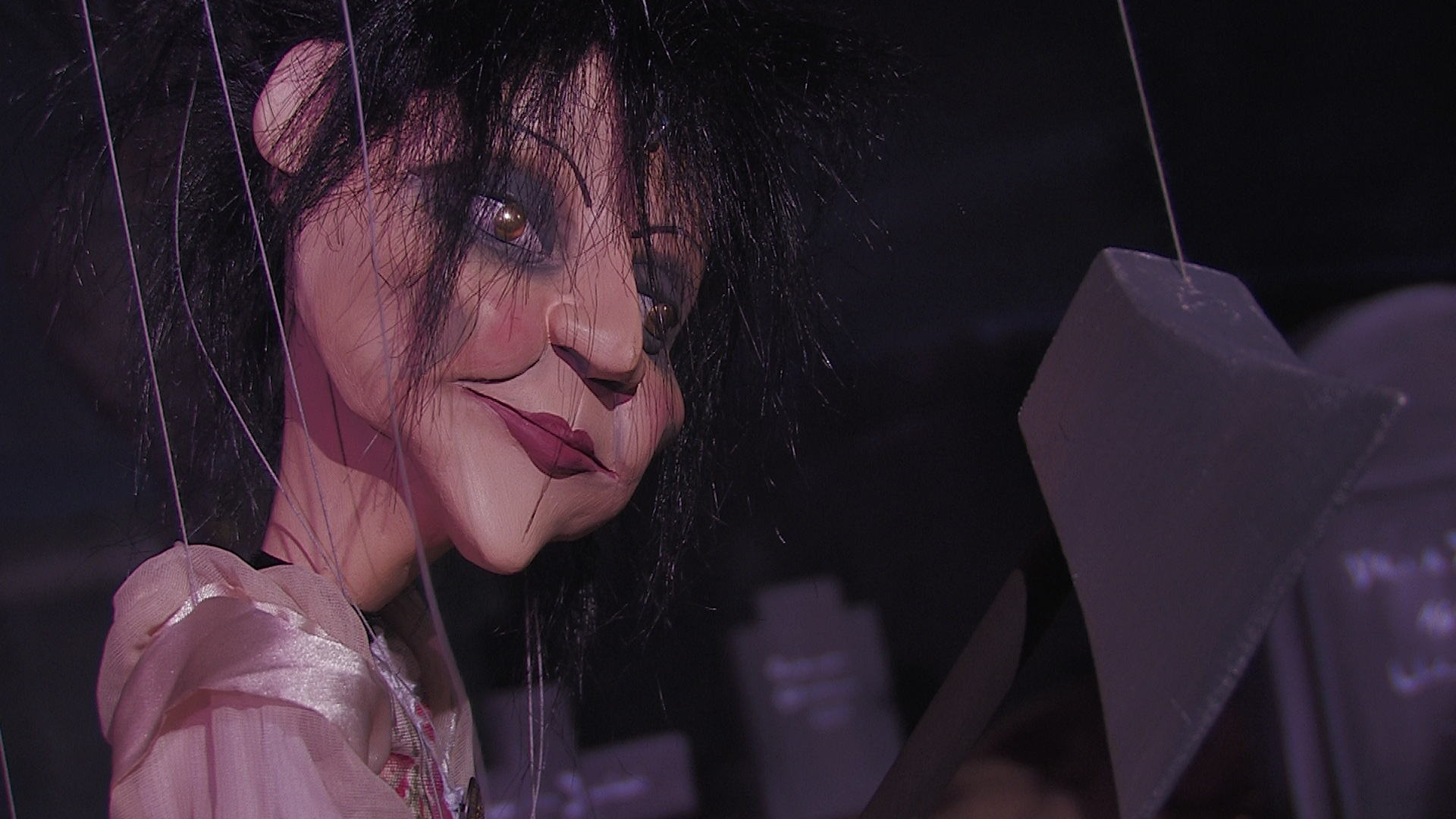
Die Splettrhex

Splettrhex ist ein Kurzfilm (2009) des Marionettenkünstlers Florian Moch und der Hamburger Filmproduktionsfirma FoliX-Films. Der Film ist eine Horrorkomödie mit Marionetten und das Ergebnis eines No-Budget-Projekts.
Prominente Schauspieler und Sprecher haben den Marionetten in Splettrhex ihre Stimmen geliehen. TV-Erstausstrahlung des Films ist im April 2010 im ZDFtheaterkanal. Der Film ist außerdem online abrufbar. In einem Making-of ist die Entstehung des Films dokumentiert.

## Inhalt
Mysteriöse Vorfälle lassen den Bürgern einer Kleinstadt im 17. Jahrhundert das Mark in den Knochen gefrieren. Keiner weiß Rat und es rollen weiter Köpfe...
Denn auch der Bürgermeister und der Pfarrer sind hilflos. Werden sie Recht und Ordnung wiederherstellen können und dem Blutvergießen ein Ende bereiten?
„Splettrhex“ ist ein ganz unkonventioneller Marionetten-Kurzfilm: ein morbides Gruselmärchen, ein Puppen-Splatterfilm, versehen mit einer Portion Comedy.

## Figuren und Sprecher
Bürgermeister (Jan Fedder),
Ferdinand (Patrick Bach),
Splettrhex (Frances Belser),
Specknacken (Monty Arnold),
Pfarrer (Peter Weis),
Luise (Celine Fontanges),
Bäckerstochter (Linda Kochbeck)